# Sečianky
Sečianky, před rokem 1927 Sečenka nebo Sečánka (maďarsky Ipolyszécsényke), jsou obec v okrese Veľký Krtíš na Slovensku.

## Historie
Sečianky jsou poprvé písemně zmíněny v roce 1260 jako Zelchan. V roce 1828 zde bylo 44 domů a žilo zde 265 obyvatel, kteří byli zaměstnáni jako rolníci a vinaři. Do konce 1. světové války byla obec součástí Uherska. V důsledku první vídeňské arbitráže byla v letech 1938 až 1944 součástí Maďarska. Při sčítání lidu v roce 2011 žilo v obci 385 obyvatel, z toho 287 Maďarů, 62 Slováků, sedm Romů a jeden Čech; 28 obyvatel neuvedlo žádné informace o svém etnickém původu.

## Památky
- Římskokatolický kostel Kosmy a Damiána, z konce 13. století, původně byl románský, barokně byl upraven v roce 1754.
- Kaštel v klasicistním stylu na starších základech, přestavěný v první polovině 19. století.[3]
- Kurie v klasicistním stylu z poloviny 19. století.